# 파워대행진
파워대행진은 KBS원주FM에서 방송했던 라디오 프로그램이다.

## 역사
2004년 10월 18일에 첫방송을 시작했으며, 원래는 월요일부터 토요일까지 방송됐으나, 2005년 5월 2일부터 평일 방송으로 축소되어 방송하다가, 2025년 1월 24일 방송을 마지막으로 21년만에 폐지되었다.

## 역대 방송시간
| 방송 채널 | 방송 기간                          | 방송 시간                       |
| --------- | ---------------------------------- | ------------------------------- |
| KBS원주FM | 2004년 10월 18일 ~ 2005년 4월 30일 | 월~토요일 오후 5:00 ~ 저녁 6:00 |
| KBS원주FM | 2005년 5월 2일 ~ 2006년 11월 24일  | 평일 오후 5:00 ~ 저녁 6:00      |
| KBS원주FM | 2009년 4월 27일 ~ 2010년 12월 31일 | 평일 오후 5:00 ~ 저녁 6:00      |
| KBS원주FM | 2006년 11월 27일 ~ 2009년 4월 24일 | 평일 오후 4:00 ~ 저녁 6:00      |
| KBS원주FM | 2012년 7월 2일 ~ 2013년 4월 5일    | 평일 오후 4:00 ~ 저녁 6:00      |
| KBS원주FM | 2011년 1월 3일 ~ 2012년 6월 29일   | 평일 오후 4:00 ~ 오후 5:00      |
| KBS원주FM | 2013년 4월 8일 ~ 2025년 1월 24일   | 평일 오후 4:00 ~ 오후 5:00      |

## 역대 DJ
- 김숙경 아나운서
- 김혜정 아나운서
- 이예린 아나운서
- 유지철 아나운서
- 이은주 아나운서